# Гамогма-Шуа-Хорга
Гамогма-Шуа-Хорга (груз. გამოღმა შუა ხორგა) — село в Грузії.
За даними перепису населення 2014 року в селі проживає 573 особи.